# 里德鎮區 (阿肯色州華盛頓縣)
里德鎮區（英語：Reed Township）是位於美國阿肯色州華盛頓縣的一個行政鎮區。

## 地方資料
里德鎮區的面積為76.98平方千米，當中陸地面積為76.80平方千米，而水域面積為0.18平方千米。根據2010年美國人口普查的數據，當地共有人口230人，而人口密度為每平方千米2.99人。